# Patrick Mumbure Mutume
Patrick Mumbure Mutume (* 31. Oktober 1943 in Mutare, Nordrhodesien, heute Simbabwe; † 8. Februar 2017, ebenda) war ein simbabwischer römisch-katholischer Geistlicher und Weihbischof in Mutare.

## Leben
Patrick Mumbure Mutume empfing am 3. September 1972 das Sakrament der Priesterweihe für das Bistum Umtali (heute: Bistum Mutare).
Am 15. März 1979 ernannte ihn Papst Johannes Paul II. zum Titularbischof von Arae in Mauretania und bestellte ihn zum Weihbischof in Umtali. Der Bischof von Umtali, Donal Raymond Lamont OCarm, spendete ihm am 17. Juni desselben Jahres die Bischofsweihe; Mitkonsekratoren waren der Apostolische Delegat in Südafrika, Erzbischof Edward Idris Cassidy, und der Erzbischof von Salisbury, Patrick Fani Chakaipa.